# Nikomedes III.

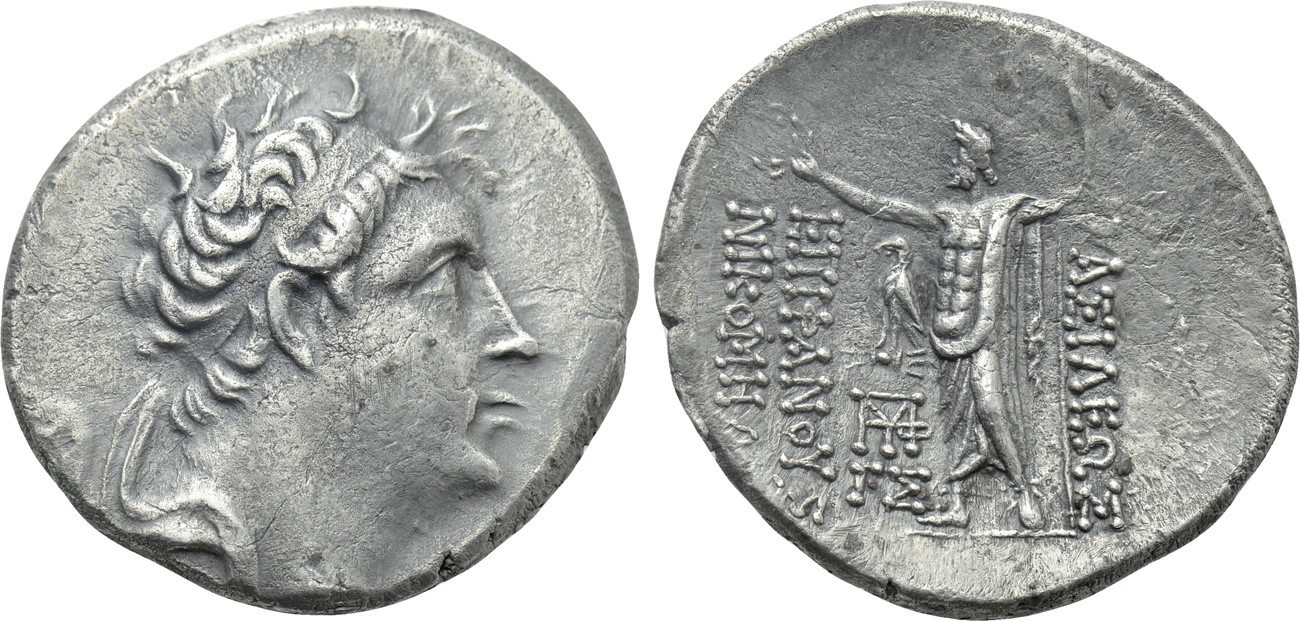
Nikomedes III. Euergetes. Auf der Rückseite steht neben Zeus die Jahreszahl ΓΣ. (Milesisches System: Γ(3) + Σ(200) = 203 / 297 v. Chr. (Gründung der Königreichs Bithynien) + 203 = 94 v. Chr.)

Nikomedes III. Euergetes (altgriechisch Νικομήδης Εὐεργέτης Nikomḗdēs Euergétēs; † ca. 94 v. Chr.) war von 127 bis 94 v. Chr. der vorletzte König von Bithynien.
Nikomedes war der Sohn von Nikomedes II. Er teilte sich 106 v. Chr. mit Mithridates VI. von Pontos die Herrschaft über Paphlagonien und versuchte in Konkurrenz zu diesem, die Kontrolle über Kappadokien zu erlangen. Auf römischen Einspruch hin musste er 95 v. Chr. seine Eroberungen wieder räumen. Sein Sohn Nikomedes IV. wurde von Mithridates VI. von Pontus zweimal vertrieben, von den Römern aber jeweils neu eingesetzt. Er vermachte bei seinem Tod 74 v. Chr. den Römern sein Reich und beendet damit das Königreich Bithynien.